# Sicyodes cambogiaria
Sicyodes cambogiaria är en fjärilsart som beskrevs av Achille Guenée 1858. Sicyodes cambogiaria ingår i släktet Sicyodes och familjen mätare. Inga underarter finns listade i Catalogue of Life.